# Envío contra reembolso

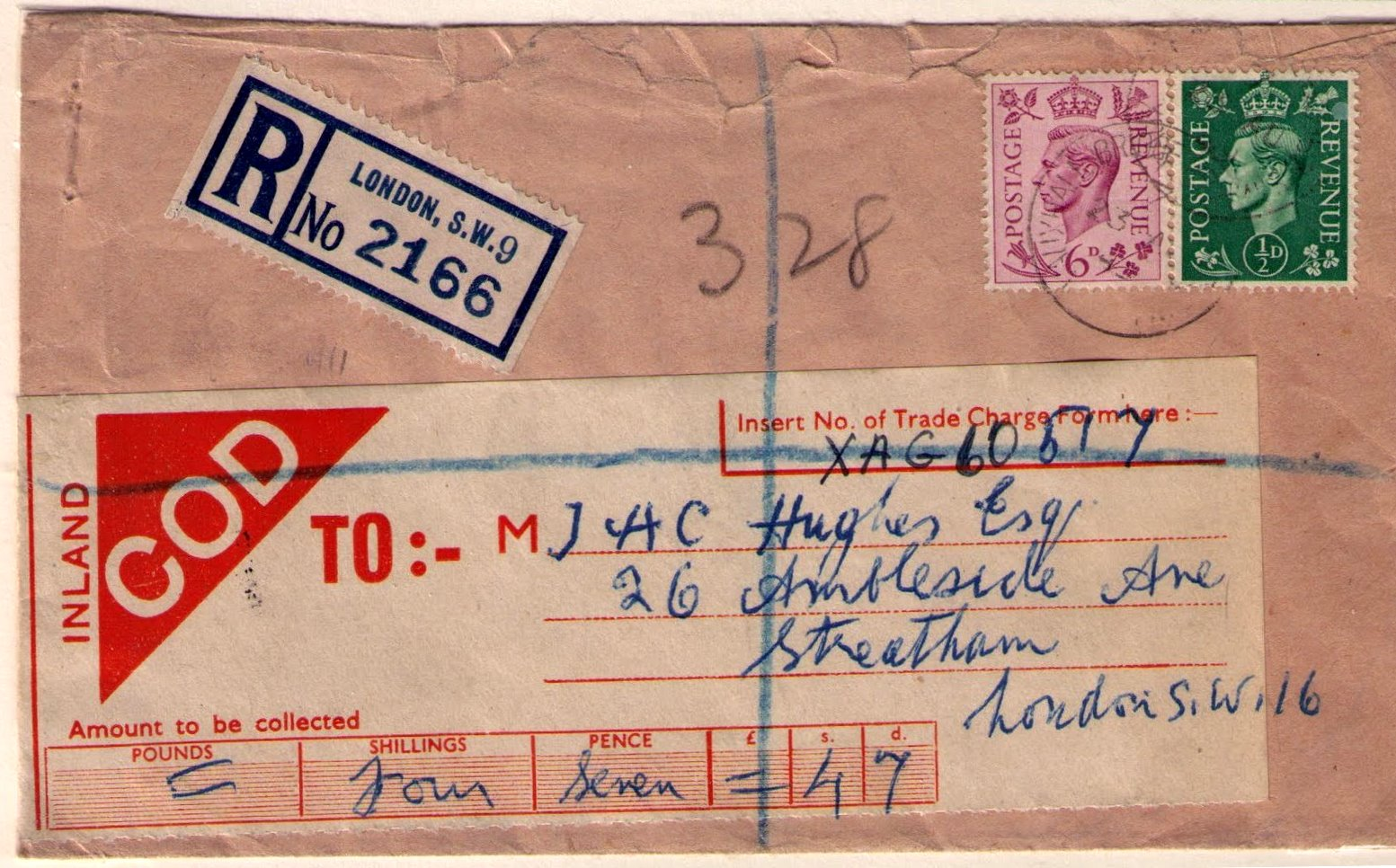
Una carta certificada Británica por envío contra reembolso de 1940, que muestra 4s 7d previsto sobre la entrega.

Envío contra reembolso, a veces llamado cobro a la entrega, es la venta de mercancías por correo, donde el pago se hace cuando se recibe el producto, en lugar de por adelantado. Si las mercancías no se pagan, se devuelven al minorista.

## Ventajas y desventajas para minoristas
Las ventajas de COD para los minoristas de pedidos en línea o por correo son:
- El cliente no tiene que poseer una tarjeta de crédito para comprar.
- Las compras por impulso pueden aumentar ya que el pago no es necesario al momento de hacer el pedido.
- La credibilidad de los minoristas puede incrementarse ya que el consumidor solo tiene que pagar cuando se entrega el artículo.

El principal inconveniente para los minoristas es que muchos pedidos serán devueltos ya que los compradores están menos comprometidos con la compra que si hubieran pagado por adelantado.

## Límites
La mayoría de los operadores imponen un límite en la cantidad de dinero que puede ser recogida por entrega o por día utilizando los mencionados servicios. Los límites pueden ser más altos para los pagos que no son en efectivo. Correos de Canadá, por ejemplo, aplica un límite de 1000 C$ para dinero en efectivo, pero 25 000 C$ para el pago con cheque o giro postal.

## Popularidad en los países en desarrollo
En algunos países esto sigue siendo una opción popular entre los minoristas basados en Internet, ya que es mucho más fácil de configurar para las pequeñas empresas y no requiere que el comprador tenga una tarjeta de crédito. Muchas pequeñas empresas prefieren el pago en efectivo antes que pagar con tarjeta de crédito, ya que de esa manera ellos no tienen que pagar un extra de 1-2 % del precio a la compañía de la tarjeta por cada transacción. Algunas tiendas también ofrecen descuentos (el mismo 1-2 %) si se paga en efectivo, ya que pueden ofrecer un mejor precio al consumidor.
COD también se ha vuelto popular en la India con los minoristas en línea emergentes. Muchos indios prefieren pagar en efectivo tradicionalmente, ya que así no existe el riesgo de no recibir el producto del comercio en línea cuando el pago se realiza de antemano. COD es un método de pago común adoptado por muchos minoristas en línea como Flipkart, Amazon.com y Snapdeal. La inmensa mayoría de las transacciones de compras en el Medio Oriente son contra reembolso, llegando a ser hasta el 60 % en algunas regiones frente al 8% que es en países desarrollados como España.
Las transacciones en línea en los EAU y Oriente Medio se realizan en efectivo a la entrega y esto también ha llevado al crecimiento de las empresas de mensajería que ofrecen un servicio de envío contra reembolso. Sin embargo, en el Medio Oriente, el caso es un poco diferente porque su mayor logística y compañía de envíos, Aramex, ofrece un servicio de envío contra reembolso a cambio de una tarifa muy baja, por lo que es una opción más fácil y facilita a reforzar aún más el método de pago contra reembolso. A pesar de esto, incluso Aramex se queja de la enorme cantidad de retornos de los envíos de sus clientes de comercio electrónico.